# Travels
Travels från 1983 är Pat Metheny Groups första livealbum. Det innehåller inspelningar från konserter i Philadelphia, Dallas, Sacramento, Hartford och Nacogdoches gjorda under andra halvåret 1982. Albumet fick 1984 en Grammy Award för "Best Jazz Fusion Performance".

## Låtlista
Låtarna är skrivna av Pat Metheny & Lyle Mays om inget annat anges.
1. Are You Going With Me? – 9:20
2. The Fields, the Sky (Pat Metheny) – 7:50
3. Goodbye (Pat Metheny) – 8:15
4. Phase Dance – 8:05
5. Straight on Red – 7:27
6. Farmer’s Trust (Pat Metheny) – 6:27
7. Extradition (Pat Metheny) – 5:42
8. Goin' Ahead / As Falls Wichita, So Falls Wichita Falls – 16:24
9. Travels – 5:04
10. Song for Bilbao (Pat Metheny) – 8:27
11. San Lorenzo – 13:38

## Medverkande
- Pat Metheny – gitarrer
- Lyle Mays – piano, synthesizer, orgel, autoharpa, synclavier
- Steve Rodby – elbas, kontrabas
- Dan Gottlieb – trummor
- Nana Vasconcelos – slagverk, sång, berimbau